# 香港美國商會
香港美國商會，創立於1970年代，美國在華的民间組織，目的是推動中美貿易和商業活動等，其中有许多居港美國人参与。目前该商会是美国本土以外最大的商会之一。
在董建華時代建議香港政府主辦維港巨星匯，原意振興香港經濟、投資信心，表現香港「活力之都」的概念，結果安排混亂，惹來批評。
現任總裁是傑西卡·巴特利特（Jessica Bartlett）。
2021年5月12日，商會公佈調查結果發現超過4成受訪會員考慮撤離香港，對《港區國安法》的憂慮是最常見的原因。2021年11月，香港美國商會會長Tara Joseph表示因因無法說服港府放寬防疫措施，決定辭去會長職務。